# Cab (canção)
"Cab" é uma canção da banda americana de rock Train. Ela foi lançada em novembro de 2005 como o primeiro single do álbum For Me, It's You. De acordo com Pat Monahan, vocalista da banda, "Cab" e a canção "All I Ever Wanted", que se encontra no mesmo disco, foram inspirados nos sentimentos que ele teve após se separar da sua ex-esposa, Ginean Rapp, em 2004.

## Faixas
| CD single |        |         |  |
| N.º       | Título | Duração |  |
| 1.        | "Cab"  | 3:22    |  |

## Recepção
A canção dividiu a opinião dos críticos. A Allmusic reagiu de forma positiva, dizendo que o piano da música é "é digno das melhores canções de Billy Joel" e continuou a elogiar, em especial o instrumental. Mas completou dizendo que é "uma boa canção, mas não é a melhor do álbum".

## Paradas musicais
| Paradas (2005-06)                        | Melhor posição |
| ---------------------------------------- | -------------- |
| Billboard Bubbling Under Hot 100 Singles | 4              |
| Billboard Adult Pop Songs                | 9              |
| Billboard Adult Contemporary             | 19             |
| Billboard Triple A                       | 2              |